# Ricardo Zamora de Grassa
Ricardo Zamora de Grassa (* 6. August 1933 in Madrid; † 31. Januar 2003 ebenda) war ein spanischer Fußballspieler, der von 1951 bis 1966 für sieben spanische Vereine in zwei Spielklassen insgesamt 274 Punktspiele bestritten hatte – davon 273 stets von Beginn an. Meisterschaft und nationaler Vereinspokal blieben für ihn unerreicht, doch den Messestädte-Pokal gewann er zweimal bei drei Finalteilnahmen in Folge.

## Karriere
Zamora spielte 18-jährig für die UD Salamanca erstmals im Seniorenbereich als Torhüter. In seiner Premierensaison in der Gruppe Süd der Segunda División, der zweithöchsten Spielklasse im spanischen Fußball, debütierte er in der Saison 1951/52 am 7. Oktober 1951 (6. Spieltag) beim 6:0-Sieg im Heimspiel gegen den RCD Córdoba. Am Saisonende und nach insgesamt 22 Punktspielen belegte er mit seiner Mannschaft in einem Teilnehmerfeld von 16 Mannschaften den siebten Platz.
Danach vom Erstligisten Atlético Madrid zur Saison 1952/53 als vierter Torhüter verpflichtet, kam er in sechs Erstligaspielen zum Einsatz, wobei er in dieser Spielklasse am 14. Dezember 1952 (12. Spieltag) beim 3:3-Unentschieden im Heimspiel gegen den FC Valencia debütierte. In den beiden folgenden Saisons wurde er nicht eingesetzt, da er mit Luis Menéndez Sánchez und Carlos Riquelme Miranda zwei starke Schlussleute vor sich hatte. Mit der Tatsache, weiter nicht oder nur selten eingesetzt zu werden, entschloss er sich zu einem Vereinswechsel.
Zunächst begab er sich nach Málaga und bestritt für den dort ansässigen Erstligaabsteiger CD Málaga in der Gruppe Süd 19 Zweitligaspiele. Am 8. April 1956 (28. Spieltag) – bei der 0:2-Niederlage im Heimspiel gegen den späteren Staffelsieger Real Jaén – spielte er das einzige Mal nicht von Beginn an, sondern wurde für Del Río (bürgerlich: Dionisio del Río Echevarría) in der 53. Minute eingewechselt. Es folgten zwei weitere Saisons in der Segunda División – jedoch für den CE Sabadell in der Gruppe Nord; mit 15 und 29 Punktspielen trug er beide Male zum zweiten Platz bei. Zweimal den Aufstieg verpasst, spielte er anschließend eine Saison lang für Espanyol Barcelona in der Primera División – allerdings nur siebenmal.
Danach fühlte er sich „reif für die Insel“ – für den RCD Mallorca kam er in dreijähriger Vereinszugehörigkeit in 79 Punktspielen zum Einsatz, gekrönt von der Zweitligameisterschaft und dem Aufstieg in die Erste Liga. Zudem kam er in drei aufeinander folgenden Jahren in insgesamt 16 Spielen im Wettbewerb um den Copa de S.E. El Generalísimo zum Einsatz, wobei er mit den beiden Viertelfinalspielen gegen den FC Elche am weitesten kam.
Für den letzten Verein seiner Spielerkarriere, den FC Valencia, kam er von 1962 bis 1966 in 97 Erstligaspielen zum Einsatz. Acht bzw. vier Tage vor dem Saisonstart wurde er im internationalen Vereinswettbewerb um den Messestädte-Pokal eingesetzt – ausgerechnet im Finale. Im heimischen Estadio Mestalla wurde im Hinspiel am 8. September 1962 der FC Barcelona mit 6:2 besiegt, das Rückspiel im Camp Nou vier Tage später endete 1:1 unentschieden. Damit gewann er seinen ersten Titel, dem er in allen zehn Spielen am Ende der 5. Ausspielung einen weiteren hinzufügen konnte. In der 6. Ausspielung 1963/64 erst in der 2. Runde eingesetzt, bestritt er einschließlich des nur noch in einem Spiel ausgetragenen Finales sieben Begegnungen. Das am 24. Juni 1964 in Barcelona ausgetragene Finale wurde vor 50.000 Zuschauern mit 1:2 gegen Real Saragossa verloren. Zudem wurde er in insgesamt 26 Spielen um den nationalen Vereinspokal eingesetzt.

## Erfolge
- Messestädte-Pokal-Sieger 1962, 1963, -Finalist 1964
- Meister Segunda División Süd 1960

## Sonstiges
Ricardo Zamora de Grassa ist der Sohn des von vielen als der beste spanische Torhüter aller Zeiten angesehenen Ricardo Zamora (1901–1978).